# Jacques Doriot
Jacques Doriot, född 26 september 1898 i Bresles, död 22 februari 1945 i Mengen, Tyskland, var en fransk kommunistisk och senare fascistisk politiker samt kollaboratör med Nazityskland.
Doriot kom från en arbetarfamilj och var själv arbetare i sin ungdom. Han hade en jovial och folklig stil och var en mycket populär man i industribältet runt Paris.
Efter att ha stridit i den franska armén under första världskriget anslöt sig Doriot 1920 till det då nybildade Franska kommunistpartiet. Från 1923 var han generalsekreterare för de franska ungkommunisterna. 1924 blev han invald i partiets centralkommitté samt i den franska deputeradekammaren som dess yngsta ledamot, blott 26 år gammal. 1931 valdes han till borgmästare i Saint-Denis. 1936 blev han återvald efter att ha slått ut kommunistpartiets kandidat. 
1934 anklagades Doriot för fraktionalism och uteslöts ur kommunistpartiet efter att ha hamnat i konflikt med partiledaren Maurice Thorez. Han kom dock att sitta kvar i deputeradekammaren, närmade sig fascismen och uttryckte beundran för Hitler och Mussolini. 1936 grundade han sitt eget parti, det ultranationalistiska och antikommunistiska Franska folkpartiet (Parti Populaire Français, PPF som var öppet fascistiskt.  1939 kunde PPF skylta med att tre tidigare politbyråmedlemmar i kommunistpartiet var medlemmar i partiet. Av åtta medlemmar i partiets första politbyrå kom sju från tidigare yttervänster organisationer. 
Efter den tyska invasionen av Frankrike och Vichyregimens upprättande 1940 framstod Doriot som en av de mest fanatiska kollaboratörerna med ockupationsmakten; han träffade Hitler och Goebbels, och var 1941 med och grundade Legionen med franska volontärer mot bolsjevism, en fransk frivilligenhet som stred på östfronten. Efter befrielsen av Paris 1944 flydde Doriot till Tyskland, där han dödades då hans bil blev beskjuten av allierade stridsflygplan 1945.